# Sarzeau
Sarzeau község és település Franciaországban, Morbihan megyében. Lakosainak száma 9068 fő (2022. január 1.). Sarzeau Saint-Armel, Surzur, Le Tour-du-Parc és Saint-Gildas-de-Rhuys községekkel határos.

## Népesség
A település népessége az elmúlt években az alábbi módon változott:
| Lakosok száma | 3676 | 4406 | 4972 | 7155 | 7756 | 7825 | 8182 | 8791 | 8866 | 9068 |
|               | 1968 | 1982 | 1990 | 2006 | 2013 | 2015 | 2017 | 2019 | 2020 | 2022 |